# Paraíso do Norte
Paraíso do Norte is een gemeente in de Braziliaanse deelstaat Paraná. De gemeente telt 11.939 inwoners (schatting 2009).

## Aangrenzende gemeenten
De gemeente grenst aan Guaporema, Mirador, Nova Aliança do Ivaí, Rondon, São Carlos do Ivaí, São Manoel do Paraná en Tamboara.